# 方哲美
方哲美（： Bang Cheol-mi，1994年8月26日—），朝鲜女子拳击运动员，2018年亚洲运动会拳擊女子51公斤级银牌得主、2022年亞洲運動會拳擊女子54公斤级金牌得主、2024年夏季奥林匹克运动会拳擊女子54公斤级铜牌得主。